# Maria Teresa Casini
Maria Teresa Casini (ur. 27 października 1864 we Frascati, zm. 3 kwietnia 1937 w Grottaferrata) – włoska zakonnica, założycielka zgromadzenia Sióstr Oblatek Najświętszego Serca Jezusa, błogosławiona Kościoła katolickiego.

## Życiorys
Maria Teresa Casini była córką Thomasa Casini i Melani Rayner. W wieku 18 lat wstąpiła do klasztoru Buried Alive. Założyła zgromadzenie Sióstr Oblatek Najświętszego Serca Jezusa. W 1925 roku doznała udaru mózgu i zmarła 3 kwietnia 1937 roku.
7 lipca 1997 roku papież Jan Paweł II ogłosił ją czcigodną, a 22 stycznia 2015 roku został promulgowany dekret o cudzie za jej wstawiennictwem przez papieża Franciszka. Jej beatyfikacja odbyła się 31 października 2015. Tego dnia we Frascati kard. Angelo Amato dokonał beatyfikacji siostry Marii Casini. 